# Hakea persiehana
Hakea persiehana (лат.) — кустарник или небольшое дерево, вид рода Хакея (Hakea) семейства Протейные (Proteaceae). Произрастает на полуострове Кейп-Йорк в Квинсленде. Цветёт с ноября по февраль, реже с мая по июнь.

## Ботаническое описание
Hakea persiehana — кустарник или небольшое дерево высотой от 3 до 10 м с раскидистым пологом и тёмно-серой углублённой пробковой корой. Листья — округлые в сечении, имеют длину от 8 до 28 см и ширину 0,7–1 мм. Около 50–100 кремово-белых цветков на соцветие появляются в период с ноября по февраль, иногда с мая по июнь. Плод имеет наклонную яйцевидную форму, 4,5–5,5 см в длину и 2–2,7 см в ширину и постепенно сужается в изогнутый клюв около 1–2 мм.

## Таксономия
Вид Hakea persiehana был описан немецким ботаником Фердинандом фон Мюллером в 1886 году в Australian Journal of Pharmacy. Этот вид был назван в честь аптекаря У. Энтони Перси (англ. W. Anthony Persieh), собравшего для Мюллера множество образцов флоры Квинсленда.

## Распространение и местообитание
Вид растёт на полуострове Кейп-Йорк, крупном полуострове в северной части Квинсленда на юге от Атертона. Встречается в открытом лесу, как правило, вместе с эвкалиптом и мелалеукой.

## Охранный статус
Вид Hakea persiehana классифицируется как «не угрожаемый» Департамента окружающей среды и науки, Квинсленд.